# Liste der Halleneuropameister in der Leichtathletik/Medaillengewinnerinnen
Diese Liste ist Teil der Liste der Halleneuropameister in der Leichtathletik. Sie führt sämtliche Medaillengewinnerinnen bei Leichtathletik-Halleneuropameisterschaften auf. Sie ist gegliedert nach Wettbewerben, die aktuell zum Wettkampfprogramm gehören und nach nicht mehr ausgetragenen Wettbewerben.

## Aktuelle Wettbewerbe

### 60 m
| Halleneuropameisterschaften | Halleneuropameisterschaften | Gold                  | Silber                | Bronze                    |
| --------------------------- | --------------------------- | --------------------- | --------------------- | ------------------------- |
| 1970                        | Wien                        | Renate Meißner        | Sylviane Telliez      | Wilma van den Berg        |
| 1971                        | Sofia                       | Renate Stecher        | Sylviane Telliez      | Annegret Irrgang          |
| 1973                        | Rotterdam                   | Annegret Richter      | Petra Kandarr         | Sylviane Telliez          |
| 1974                        | Göteborg                    | Renate Stecher        | Andrea Lynch          | Irena Szewińska           |
| 1975                        | Katowice                    | Andrea Lynch          | Monika Meyer          | Irena Szewińska           |
| 1976                        | München                     | Linda Haglund         | Sonia Lannaman        | Elvira Possekel           |
| 1977                        | San Sebastián               | Marlies Göhr          | Ljudmila Storoschkowa | Rita Bottiglieri          |
| 1978                        | Mailand                     | Marlies Göhr          | Linda Haglund         | Ljudmila Storoschkowa     |
| 1979                        | Wien                        | Marlies Göhr          | Marita Koch           | Ljudmila Storoschkowa     |
| 1980                        | Sindelfingen                | Sofka Popowa          | Linda Haglund         | Ljudmila Kondratjewa      |
| 1982                        | Mailand                     | Marlies Göhr          | Sofka Popowa          | Wendy Hoyte               |
| 1983                        | Budapest                    | Marlies Göhr          | Silke Gladisch        | Marisa Masullo            |
| 1984                        | Göteborg                    | Beverly Kinch         | Anelija Nunewa        | Nelli Cooman              |
| 1985                        | Piräus                      | Nelli Cooman          | Marlies Göhr          | Heather Oakes             |
| 1986                        | Madrid                      | Nelli Fiere-Cooman    | Marlies Göhr          | Silke Gladisch            |
| 1987                        | Liévin                      | Nelli Cooman          | Anelija Nunewa        | Marlies Göhr              |
| 1988                        | Budapest                    | Nelli Cooman          | Silke Möller          | Marlies Göhr              |
| 1989                        | Den Haag                    | Nelli Cooman          | Laurence Bily         | Sisko Hanhijoki           |
| 1990                        | Glasgow                     | Ulrike Sarvari        | Laurence Bily         | Nelli Cooman              |
| 1992                        | Genua                       | Schanna Tarnopolskaja | Anelija Nunewa        | Nadeschda Roschtschupkina |
| 1994                        | Paris                       | Nelli Fiere-Cooman    | Melanie Paschke       | Patricia Girard           |
| 1996                        | Stockholm                   | Ekaterini Thanou      | Odiah Sidibé          | Jerneja Perc              |
| 1998                        | Valencia                    | Melanie Paschke       | Frédérique Bangué     | Odiah Sidibé              |
| 2000                        | Gent                        | Ekaterini Thanou      | Petja Pendarewa       | Iryna Pucha               |
| 2002                        | Wien                        | Kim Gevaert           | Marina Kislowa        | Georgia Kokloni           |
| 2005                        | Madrid                      | Kim Gevaert           | Georgia Kokloni       | Maria Karastamati         |
| 2007                        | Birmingham                  | Kim Gevaert           | Jewgenija Poljakowa   | Daria Onyśko              |
| 2009                        | Turin                       | Jewgenija Poljakowa   | Ezinne Okparaebo      | Verena Sailer             |
| 2011                        | Paris                       | Olessja Powch         | Marija Rjemjen        | Ezinne Okparaebo          |
| 2013                        | Göteborg                    | Marija Rjemjen        | Myriam Soumaré        | Iwet Lalowa               |
| 2015                        | Prag                        | Dafne Schippers       | Dina Asher-Smith      | Verena Sailer             |
| 2017                        | Belgrad                     | Asha Philip           | Ewa Swoboda           | Mujinga Kambundji         |
| 2019                        | Glasgow                     | Ewa Swoboda           | Dafne Schippers       | Asha Philip               |
| 2021                        | Toruń                       | Ajla Del Ponte        | Lotta Kemppinen       | Jamile Samuel             |
| 2023                        | Istanbul                    | Mujinga Kambundji     | Ewa Swoboda           | Daryll Neita              |
| 2025                        | Apeldoorn                   | Zaynab Dosso          | Mujinga Kambundji     | Patrizia van der Weken    |

### 400 m
| Halleneuropameisterschaften | Halleneuropameisterschaften | Gold                   | Silber                 | Bronze               |
| --------------------------- | --------------------------- | ---------------------- | ---------------------- | -------------------- |
| 1970                        | Wien                        | Marilyn Neufville      | Christel Frese         | Colette Besson       |
| 1971                        | Sofia                       | Wera Popkowa           | Inge Bödding           | Maria Sykora         |
| 1972                        | Grenoble                    | Christel Frese         | Inge Bödding           | Erika Weinstein      |
| 1973                        | Rotterdam                   | Verona Bernard         | Waltraud Dietsch       | Renate Siebach       |
| 1974                        | Göteborg                    | Jelica Pavličić        | Nadeschda Iljina       | Waltraud Dietsch     |
| 1975                        | Katowice                    | Verona Elder           | Nadeschda Iljina       | Inta Kļimoviča       |
| 1976                        | München                     | Rita Wilden            | Jelica Pavličić        | Inta Kļimoviča       |
| 1977                        | San Sebastián               | Marita Koch            | Verona Elder           | Jelica Pavličić      |
| 1978                        | Mailand                     | Marina Sidorowa        | Rita Bottiglieri       | Karoline Käfer       |
| 1979                        | Wien                        | Verona Elder           | Jarmila Kratochvílová  | Karoline Käfer       |
| 1980                        | Sindelfingen                | Elke Decker            | Karoline Käfer         | Tatjana Goischtschik |
| 1981                        | Grenoble                    | Jarmila Kratochvílová  | Natalja Botschina      | Verona Elder         |
| 1982                        | Mailand                     | Jarmila Kratochvílová  | Dagmar Rübsam          | Gaby Bußmann         |
| 1983                        | Budapest                    | Jarmila Kratochvílová  | Kirsten Siemon         | Rossiza Stamenowa    |
| 1984                        | Göteborg                    | Taťána Kocembová       | Erica Rossi            | Rossiza Stamenowa    |
| 1985                        | Piräus                      | Sabine Busch           | Dagmar Neubauer        | Alena Bulířová       |
| 1986                        | Madrid                      | Sabine Busch           | Petra Müller           | Ann-Louise Skoglund  |
| 1987                        | Liévin                      | Marija Pinigina        | Gisela Kinzel          | Cristina Pérez       |
| 1988                        | Budapest                    | Petra Müller           | Helga Arendt           | Dagmar Neubauer      |
| 1989                        | Den Haag                    | Sally Gunnell          | Marina Schmonina       | Anita Protti         |
| 1990                        | Glasgow                     | Marina Schmonina       | Iolanda Oanță          | Judit Forgács        |
| 1992                        | Genua                       | Sandra Myers           | Olha Bryshina          | Jelena Goleschewa    |
| 1994                        | Paris                       | Swetlana Gontscharenko | Tatjana Alexejewa      | Viviane Dorsile      |
| 1996                        | Stockholm                   | Grit Breuer            | Olga Kotljarowa        | Tatjana Tschebykina  |
| 1998                        | Valencia                    | Grit Breuer            | Ionela Târlea          | Helena Fuchsová      |
| 2000                        | Gent                        | Swetlana Pospelowa     | Natalja Nasarowa       | Helena Fuchsová      |
| 2002                        | Wien                        | Natalja Antjuch        | Claudia Marx           | Karen Shinkins       |
| 2005                        | Madrid                      | Swetlana Pospelowa     | Swjatlana Ussowitsch   | Irina Rossichina     |
| 2007                        | Birmingham                  | Nicola Sanders         | Ilona Ussowitsch       | Olesja Sykina        |
| 2009                        | Turin                       | Antonina Kriwoschapka  | Natalija Pyhyda        | Darja Safonowa       |
| 2011                        | Paris                       | Denisa Rosolová        | Olesja Forschewa       | Xenija Sadorina      |
| 2013                        | Göteborg                    | Perri Shakes-Drayton   | Eilidh Child           | Moa Hjelmer          |
| 2015                        | Prag                        | Natalija Pyhyda        | Indira Terrero         | Seren Bundy-Davies   |
| 2017                        | Belgrad                     | Floria Gueï            | Zuzana Hejnová         | Justyna Święty       |
| 2019                        | Glasgow                     | Léa Sprunger           | Cynthia Bolingo Mbongo | Lisanne de Witte     |
| 2021                        | Toruń                       | Femke Bol              | Justyna Święty-Ersetic | Jodie Williams       |
| 2023                        | Istanbul                    | Femke Bol              | Lieke Klaver           | Anna Kiełbasińska    |
| 2025                        | Apeldoorn                   | Lieke Klaver           | Henriette Jæger        | Paula Sevilla        |

### 800 m
| Halleneuropameisterschaften | Halleneuropameisterschaften | Gold                    | Silber                | Bronze                 |
| --------------------------- | --------------------------- | ----------------------- | --------------------- | ---------------------- |
| 1970                        | Wien                        | Maria Sykora            | Ljudmila Bragina      | Zofia Kołakowska       |
| 1971                        | Sofia                       | Hildegard Falck         | Ileana Silai          | Rosemary Stirling      |
| 1972                        | Grenoble                    | Gunhild Hoffmeister     | Ileana Silai          | Swetla Slatewa         |
| 1973                        | Rotterdam                   | Stefka Jordanowa        | Elfi Rost             | Elżbieta Skowrońska    |
| 1974                        | Göteborg                    | Elżbieta Katolik        | Gisela Ellenberger    | Gunhild Hoffmeister    |
| 1975                        | Katowice                    | Anita Barkusky          | Sarmīte Štūla         | Rossiza Pechliwanowa   |
| 1976                        | München                     | Nikolina Schterewa      | Liljana Tomowa        | Gisela Klein           |
| 1977                        | San Sebastián               | Jane Colebrook          | Totka Petrowa         | Elżbieta Katolik       |
| 1978                        | Mailand                     | Ulrike Bruns            | Totka Petrowa         | Mariana Suman          |
| 1979                        | Wien                        | Nikolina Schterewa      | Anita Weiß            | Fița Lovin             |
| 1980                        | Sindelfingen                | Jolanta Januchta        | Anne-Marie Van Nuffel | Liz Barnes             |
| 1981                        | Grenoble                    | Hildegard Ullrich       | Swetla Slatewa        | Nikolina Schterewa     |
| 1982                        | Mailand                     | Doina Melinte           | Martina Steuk         | Jolanta Januchta       |
| 1983                        | Budapest                    | Swetlana Kitowa         | Zuzana Moravčíková    | Olga Simakowa          |
| 1984                        | Göteborg                    | Milena Matějkovičová    | Doina Melinte         | Cristieana Cojocaru    |
| 1985                        | Piräus                      | Ella Kovacs             | Nadija Olisarenko     | Cristieana Cojocaru    |
| 1986                        | Madrid                      | Sigrun Ludwigs          | Cristieana Matei      | Slobodanka Čolović     |
| 1987                        | Liévin                      | Christine Wachtel       | Sigrun Wodars         | Ljubow Kirjuchina      |
| 1988                        | Budapest                    | Sabine Zwiener          | Olga Neljubowa        | Gabriela Lesch         |
| 1989                        | Den Haag                    | Doina Melinte           | Ellen Kießling        | Tazzjana Hrabjantschuk |
| 1990                        | Glasgow                     | Ljubow Gurina           | Sabine Zwiener        | Lorraine Baker         |
| 1992                        | Genua                       | Ella Kovacs             | Inna Jewsejewa        | Jelena Afanassjewa     |
| 1994                        | Paris                       | Natallja Duchnowa       | Ella Kovacs           | Carla Sacramento       |
| 1996                        | Stockholm                   | Patricia Djaté-Taillard | Stella Jongmans       | Swetlana Masterkowa    |
| 1998                        | Valencia                    | Ludmila Formanová       | Malin Ewerlöf         | Judit Varga            |
| 2000                        | Gent                        | Stephanie Graf          | Natalja Zyganowa      | Sandra Stals           |
| 2002                        | Wien                        | Jolanda Čeplak          | Stephanie Graf        | Élisabeth Grousselle   |
| 2005                        | Madrid                      | Larissa Zhao            | Mayte Martínez        | Natalja Zyganowa       |
| 2007                        | Birmingham                  | Oxana Sbroschek         | Tetjana Petljuk       | Jolanda Čeplak         |
| 2009                        | Turin                       | Marija Sawinowa         | Oxana Sbroschek       | Elisa Cusma Piccione   |
| 2011                        | Paris                       | Jenny Meadows           | Linda Marguet         | Marilyn Okoro          |
| 2013                        | Göteborg                    | Natalija Lupu           | Jelena Kotulskaja     | Maryna Arsamassawa     |
| 2015                        | Prag                        | Selina Büchel           | Natalija Lupu         | Joanna Jóźwik          |
| 2017                        | Belgrad                     | Selina Büchel           | Shelayna Oskan-Clarke | Aníta Hinriksdóttir    |
| 2019                        | Glasgow                     | Shelayna Oskan-Clarke   | Rénelle Lamote        | Olha Ljachowa          |
| 2021                        | Toruń                       | Keely Hodgkinson        | Joanna Jóźwik         | Angelika Cichocka      |
| 2023                        | Istanbul                    | Keely Hodgkinson        | Anita Horvat          | Agnès Raharolahy       |
| 2025                        | Apeldoorn                   | Anna Wielgosz           | Clara Liberman        | Anita Horvat           |

### 1500 m
| Halleneuropameisterschaften | Halleneuropameisterschaften | Gold                   | Silber                  | Bronze                 |
| --------------------------- | --------------------------- | ---------------------- | ----------------------- | ---------------------- |
| 1971                        | Sofia                       | Margaret Beacham       | Ljudmila Bragina        | Tamara Pangelowa       |
| 1972                        | Grenoble                    | Tamara Pangelowa       | Ljudmila Bragina        | Wassilena Amsina       |
| 1973                        | Rotterdam                   | Ellen Tittel           | Tonka Petrowa           | Iris Claus             |
| 1974                        | Göteborg                    | Tonka Petrowa          | Karin Burneleit         | Tamara Kasatschkowa    |
| 1975                        | Katowice                    | Natalia Andrei         | Tatjana Kasankina       | Ellen Wellmann         |
| 1976                        | München                     | Brigitte Kraus         | Natalia Mărășescu       | Rossiza Pechliwanowa   |
| 1977                        | San Sebastián               | Mary Stewart           | Wessela Jazinska        | Rumjana Tschawdarowa   |
| 1978                        | Mailand                     | Ileana Silai           | Natalia Mărășescu       | Brigitte Kraus         |
| 1979                        | Wien                        | Natalia Mărășescu      | Samira Saizewa          | Svetlana Guskova       |
| 1980                        | Sindelfingen                | Tamara Koba            | Anna Bukis              | Mary Purcell           |
| 1981                        | Grenoble                    | Agnese Possamai        | Walentina Iljinych      | Ljubow Smolka          |
| 1982                        | Mailand                     | Gabriella Dorio        | Brigitte Kraus          | Beate Liebich          |
| 1983                        | Budapest                    | Brigitte Kraus         | Maria Radu              | Ivana Kleinová         |
| 1984                        | Göteborg                    | Fița Lovin             | Elly van Hulst          | Sandra Gasser          |
| 1985                        | Piräus                      | Doina Melinte          | Fița Lovin              | Brigitte Kraus         |
| 1986                        | Madrid                      | Swetlana Kitowa        | Tatjana Lebonda         | Mitica Junghiatu       |
| 1987                        | Liévin                      | Sandra Gasser          | Swetlana Kitowa         | Ivana Walterová        |
| 1988                        | Budapest                    | Doina Melinte          | Mitica Constantin       | Brigitte Kraus         |
| 1989                        | Den Haag                    | Paula Ivan             | Marina Jatschmenjowa    | Swetlana Kitowa        |
| 1990                        | Glasgow                     | Doina Melinte          | Sandra Gasser           | Violeta Beclea         |
| 1992                        | Genua                       | Jekaterina Podkopajewa | Ljubow Kremljowa        | Doina Melinte          |
| 1994                        | Paris                       | Jekaterina Podkopajewa | Ljudmila Rogatschowa    | Małgorzata Rydz        |
| 1996                        | Stockholm                   | Carla Sacramento       | Jekaterina Podkopajewa  | Małgorzata Rydz        |
| 1998                        | Valencia                    | Theresia Kiesl         | Lidia Chojecka          | Violeta Szekely        |
| 2000                        | Gent                        | Violeta Szekely        | Olga Kusnezowa          | Julija Kossenkowa      |
| 2002                        | Wien                        | Jekaterina Pusanowa    | Elena Iagăr             | Alessja Turawa         |
| 2005                        | Madrid                      | Elena Iagăr            | Corina Dumbrăvean       | Hind Dehiba Chahyd     |
| 2007                        | Birmingham                  | Lidia Chojecka         | Natalja Pantelejewa     | Olessja Tschumakowa    |
| 2009                        | Turin                       | Natalia Rodríguez      | Sonja Roman             | Róisín McGettigan      |
| 2011                        | Paris                       | Jelena Arschakowa      | Nuria Fernández         | Jekaterina Martynowa   |
| 2013                        | Göteborg                    | Abeba Aregawi          | Isabel Macías           | Katarzyna Broniatowska |
| 2015                        | Prag                        | Sifan Hassan           | Angelika Cichocka       | Federica Del Buono     |
| 2017                        | Belgrad                     | Laura Muir             | Konstanze Klosterhalfen | Sofia Ennaoui          |
| 2019                        | Glasgow                     | Laura Muir             | Sofia Ennaoui           | Ciara Mageean          |
| 2021                        | Toruń                       | Elise Vanderelst       | Holly Archer            | Hanna Klein            |
| 2023                        | Istanbul                    | Laura Muir             | Claudia Bobocea         | Sofia Ennaoui          |
| 2025                        | Apeldoorn                   | Agathe Guillemot       | Salomé Afonso           | Revée Walcott-Nolan    |

### 3000 m
| Halleneuropameisterschaften | Halleneuropameisterschaften | Gold                  | Silber                  | Bronze                  |
| --------------------------- | --------------------------- | --------------------- | ----------------------- | ----------------------- |
| 1982                        | Mailand                     | Agnese Possamai       | Maricica Puică          | Paula Fudge             |
| 1983                        | Budapest                    | Jelena Sipatowa       | Agnese Possamai         | Jelena Malychina        |
| 1984                        | Göteborg                    | Brigitte Kraus        | Tetjana Posdnjakowa     | Ivana Kleinová          |
| 1985                        | Piräus                      | Agnese Possamai       | Olga Bondarenko         | Yvonne Murray           |
| 1986                        | Madrid                      | Ines Bibernell        | Yvonne Murray           | Regina Čistiakova       |
| 1987                        | Liévin                      | Yvonne Murray         | Elly van Hulst          | Brigitte Kraus          |
| 1988                        | Budapest                    | Elly van Hulst        | Vera Michallek          | Wendy Sly               |
| 1989                        | Den Haag                    | Elly van Hulst        | Nicky Morris            | Maricica Puică          |
| 1990                        | Glasgow                     | Elly van Hulst        | Margareta Keszeg        | Andrea Hahmann          |
| 1992                        | Genua                       | Margareta Keszeg      | Tetjana Dorowskych      | Rita Marquard           |
| 1994                        | Paris                       | Fernanda Ribeiro      | Margareta Keszeg        | Anna Brzezińska         |
| 1996                        | Stockholm                   | Fernanda Ribeiro      | Sara Wedlund            | Marta Domínguez         |
| 1998                        | Valencia                    | Gabriela Szabo        | Fernanda Ribeiro        | Marta Domínguez         |
| 2000                        | Gent                        | Gabriela Szabo        | Lidia Chojecka          | Marta Domínguez         |
| 2002                        | Wien                        | Marta Domínguez       | Carla Sacramento        | Jelena Sadoroschnaja    |
| 2005                        | Madrid                      | Lidia Chojecka        | Susanne Pumper          | Sabrina Mockenhaupt     |
| 2007                        | Birmingham                  | Lidia Chojecka        | Marta Domínguez         | Silvia Weissteiner      |
| 2009                        | Turin                       | Alemitu Bekele        | Sara Moreira            | Mary Cullen             |
| 2011                        | Paris                       | Helen Clitheroe       | Lidia Chojecka          | Layes Abdullayeva       |
| 2013                        | Göteborg                    | Sara Moreira          | Corinna Harrer          | Fionnuala Britton       |
| 2015                        | Prag                        | Swjatlana Kudselitsch | Maureen Koster          | Laura Muir              |
| 2017                        | Belgrad                     | Laura Muir            | Yasemin Can             | Eilish McColgan         |
| 2019                        | Glasgow                     | Laura Muir            | Konstanze Klosterhalfen | Melissa Courtney        |
| 2021                        | Toruń                       | Amy-Eloise Markovc    | Alice Finot             | Verity Ockenden         |
| 2023                        | Istanbul                    | Hanna Klein           | Konstanze Klosterhalfen | Melissa Courtney-Bryant |
| 2025                        | Apeldoorn                   | Sarah Healy           | Melissa Courtney-Bryant | Salomé Afonso           |

### 60 m Hürden
| Halleneuropameisterschaften | Halleneuropameisterschaften | Gold                   | Silber                 | Bronze              |
| --------------------------- | --------------------------- | ---------------------- | ---------------------- | ------------------- |
| 1970                        | Wien                        | Karin Balzer           | Lija Chytrina          | Teresa Sukniewicz   |
| 1971                        | Sofia                       | Karin Balzer           | Annelie Ehrhardt       | Teresa Sukniewicz   |
| 1973                        | Rotterdam                   | Annelie Ehrhardt       | Valeria Bufanu         | Teresa Nowak        |
| 1974                        | Göteborg                    | Annerose Fiedler       | Grażyna Rabsztyn       | Meta Antenen        |
| 1975                        | Katowice                    | Grażyna Rabsztyn       | Annelie Ehrhardt       | Tatjana Anissimowa  |
| 1976                        | München                     | Grażyna Rabsztyn       | Natalja Lebedewa       | Bożena Nowakowska   |
| 1977                        | San Sebastián               | Ljubow Nikitenko       | Zofia Filip            | Rita Bottiglieri    |
| 1978                        | Mailand                     | Johanna Klier          | Grażyna Rabsztyn       | Silvia Kempin       |
| 1979                        | Wien                        | Danuta Perka           | Grażyna Rabsztyn       | Nina Morgulina      |
| 1980                        | Sindelfingen                | Zofia Bielczyk         | Grażyna Rabsztyn       | Natalja Lebedewa    |
| 1982                        | Mailand                     | Kerstin Knabe          | Bettine Gärtz          | Jordanka Donkowa    |
| 1983                        | Budapest                    | Bettine Jahn           | Kerstin Knabe          | Tatjana Maljuwanez  |
| 1984                        | Göteborg                    | Lucyna Kałek           | Vera Akimova           | Jordanka Donkowa    |
| 1985                        | Piräus                      | Cornelia Oschkenat     | Ginka Sagortschewa     | Anne Piquereau      |
| 1986                        | Madrid                      | Cornelia Oschkenat     | Anne Piquereau         | Kerstin Knabe       |
| 1987                        | Liévin                      | Jordanka Donkowa       | Gloria Uibel           | Ginka Sagortschewa  |
| 1988                        | Budapest                    | Cornelia Oschkenat     | Marjan Olyslager       | Mihaela Pogăcean    |
| 1989                        | Den Haag                    | Jordanka Donkowa       | Ljudmila Naroschilenko | Gabi Lippe          |
| 1990                        | Glasgow                     | Ljudmila Naroschilenko | Monique Éwanjé-Épée    | Mihaela Pogăcean    |
| 1992                        | Genua                       | Ljudmila Naroschilenko | Monique Éwanjé-Épée    | Jordanka Donkowa    |
| 1994                        | Paris                       | Jordanka Donkowa       | Jewa Sokolowa          | Anne Piquereau      |
| 1996                        | Stockholm                   | Patricia Girard        | Brigita Bukovec        | Monique Tourret     |
| 1998                        | Valencia                    | Patricia Girard        | Swetlana Lauchowa      | Diane Allahgreen    |
| 2000                        | Gent                        | Linda Ferga            | Patricia Girard        | Olena Krassowska    |
| 2002                        | Wien                        | Linda Ferga            | Kirsten Bolm           | Patricia Girard     |
| 2005                        | Madrid                      | Susanna Kallur         | Jenny Kallur           | Kirsten Bolm        |
| 2007                        | Birmingham                  | Susanna Kallur         | Alexandra Antonowa     | Kirsten Bolm        |
| 2009                        | Turin                       | Eline Berings          | Lucie Škrobáková       | Derval O’Rourke     |
| 2011                        | Paris                       | Carolin Nytra          | Tiffany Ofili          | Christina Vukicevic |
| 2013                        | Göteborg                    | Alina Talaj            | Veronica Borsi         | Derval O’Rourke     |
| 2015                        | Prag                        | Alina Talaj            | Lucy Hatton            | Serita Solomon      |
| 2017                        | Belgrad                     | Cindy Roleder          | Alina Talaj            | Pamela Dutkiewicz   |
| 2019                        | Glasgow                     | Nadine Visser          | Cindy Roleder          | Elwira Herman       |
| 2021                        | Toruń                       | Nadine Visser          | Cindy Sember           | Tiffany Porter      |
| 2023                        | Istanbul                    | Reetta Hurske          | Nadine Visser          | Ditaji Kambundji    |
| 2025                        | Apeldoorn                   | Ditaji Kambundji       | Nadine Visser          | Pia Skrzyszowska    |

### 4 × 400 m Staffel
| Halleneuropameisterschaften | Halleneuropameisterschaften | Gold                                                                                       | Silber                                                                              | Bronze                                                                                  |
| --------------------------- | --------------------------- | ------------------------------------------------------------------------------------------ | ----------------------------------------------------------------------------------- | --------------------------------------------------------------------------------------- |
| 1971                        | Sofia                       | Sowjetunion Ljubow Finogenowa Halyna Kamardina Wera Popkowa Ljudmila Aksjonowa             | BR Deutschland Gisela Ahlemeyer Gisela Ellenberger Anette Rückes Christa Czekay     | Bulgarien Swetla Slatewa Stefka Jordanowa Dschena Binewa Tonka Petrowa                  |
| 2000                        | Gent                        | Russland Olesja Sykina Irina Rossichina Julija Sotnikowa Swetlana Pospelowa                | Italien Francesca Carbone Carla Barbarino Patrizia Spuri Virna De Angeli            | Rumänien Georgeta Petrea-Lazăr Anca Safta Otilia Ruicu Alina Rîpanu                     |
| 2002                        | Wien                        | Belarus Kazjaryna Stankewitsch Iryna Chljustawa Hanna Kosak Swjatlana Ussowitsch           | Polen Anna Pacholak Aneta Lemiesz Anna Zagórska Grażyna Prokopek                    | Italien Daniela Reina Patrizia Spuri Carla Barbarino Danielle Perpoli                   |
| 2005                        | Madrid                      | Russland Tatjana Lewina Julija Petschonkina Irina Rossichina Swetlana Pospelowa            | Polen Anna Pacholak Monika Bejnar Marta Chrust-Rożej Małgorzata Pskit               | Vereinigtes Königreich Melanie Purkiss Donna Fraser Catherine Murphy Lee McConnell      |
| 2007                        | Birmingham                  | Belarus Juljana Juschtschanka Iryna Chljustawa Ilona Ussowitsch Swjatlana Ussowitsch       | Russland Olesja Sykina Natalja Iwanowa Schanna Kaschtschejewa Natalja Antjuch       | Vereinigtes Königreich Emma Duck Nicola Sanders Kim Wall Lee McConnell                  |
| 2009                        | Turin                       | Russland Natalja Antjuch Darja Safonowa Jelena Woinowa Antonina Kriwoschapka               | Vereinigtes Königreich Donna Fraser Kim Wall Vicki Barr Marilyn Okoro               | Belarus Alena Kijewitsch Kazjaryna Bobryk Hanna Taschpulatawa Kazjaryna Mischyna        |
| 2011                        | Paris                       | Russland Xenija Sadorina Xenija Wdowina Jelena Migunowa Olesja Forschewa                   | Vereinigtes Königreich Kelly Sotherton Lee McConnell Marilyn Okoro Jenny Meadows    | Frankreich Muriel Hurtis Lætitia Denis Marie Gayot Floria Gueï                          |
| 2013                        | Göteborg                    | Vereinigtes Königreich Eilidh Child Shana Cox Christine Ohuruogu Perri Shakes-Drayton      | Russland Olga Towarnowa Tatjana Weschkurowa Nadeschda Kotljarowa Xenija Sadorina    | Tschechien Denisa Rosolová Jitka Bartoničková Lenka Masná Zuzana Hejnová                |
| 2015                        | Prag                        | Frankreich Floria Gueï Elea Mariama Diarra Agnès Raharolahy Marie Gayot                    | Vereinigtes Königreich Kelly Massey Seren Bundy-Davies Laura Maddox Kirsten McAslan | Polen Joanna Linkiewicz Małgorzata Hołub Monika Szczęsna Justyna Święty                 |
| 2017                        | Belgrad                     | Polen Patrycja Wyciszkiewicz Małgorzata Hołub Iga Baumgart Justyna Święty                  | Vereinigtes Königreich Eilidh Doyle Philippa Lowe Mary Iheke Laviai Nielsen         | Ukraine Olha Bibik Tetjana Melnyk Anastassija Bryshina Olha Ljachowa                    |
| 2019                        | Glasgow                     | Polen Anna Kiełbasińska Iga Baumgart-Witan Małgorzata Hołub-Kowalik Justyna Święty-Ersetic | Vereinigtes Königreich Laviai Nielsen Zoey Clark Amber Anning Eilidh Doyle          | Italien Raphaela Lukudo Ayomide Folorunso Chiara Bazzoni Marta Milani                   |
| 2021                        | Toruń                       | Niederlande Lieke Klaver Marit Dopheide Lisanne de Witte Femke Bol                         | Vereinigtes Königreich Zoey Clark Jodie Williams Ama Pipi Jessie Knight             | Polen Natalia Kaczmarek Małgorzata Hołub-Kowalik Kornelia Lesiewicz Aleksandra Gaworska |
| 2023                        | Istanbul                    | Niederlande Lieke Klaver Eveline Saalberg Cathelijn Peeters Femke Bol                      | Italien Alice Mangione Ayomide Folorunso Anna Polinari Eleonora Marchiando          | Polen Anna Kiełbasińska Marika Popowicz-Drapała Alicja Wrona-Kutrzepa Anna Pałys        |
| 2025                        | Apeldoorn                   | Niederlande Lieke Klaver Nina Franke Cathelijn Peeters Femke Bol                           | Vereinigtes Königreich Lina Nielsen Hannah Kelly Emily Newnham Amber Anning         | Tschechien Lada Vondrová Nikoleta Jíchová Tereza Petržilková Lurdes Gloria Manuel       |

### Hochsprung
| Halleneuropameisterschaften | Halleneuropameisterschaften | Gold                  | Silber                           | Bronze                                    |
| --------------------------- | --------------------------- | --------------------- | -------------------------------- | ----------------------------------------- |
| 1970                        | Wien                        | Ilona Gusenbauer      | Cornelia Popescu                 | Rita Schmidt                              |
| 1971                        | Sofia                       | Milada Karbanová      | Wera Gawrilowa                   | Cornelia Popescu                          |
| 1972                        | Grenoble                    | Rita Schmidt          | Rita Gildemeister                | Jordanka Blagoewa                         |
| 1973                        | Rotterdam                   | Jordanka Blagoewa     | Rita Gildemeister                | Milada Karbanová                          |
| 1974                        | Göteborg                    | Rosemarie Witschas    | Milada Karbanová                 | Rita Kirst                                |
| 1975                        | Katowice                    | Rosemarie Ackermann   | Marie-Christine Debourse         | Annemieke Bouma                           |
| 1976                        | München                     | Rosemarie Ackermann   | Ulrike Meyfarth                  | Milada Karbanová                          |
| 1977                        | San Sebastián               | Sara Simeoni          | Brigitte Holzapfel               | Edit Sámuel                               |
| 1978                        | Mailand                     | Sara Simeoni          | Brigitte Holzapfel               | Urszula Kielan                            |
| 1979                        | Wien                        | Andrea Mátay          | Urszula Kielan                   | Ulrike Meyfarth                           |
| 1980                        | Sindelfingen                | Sara Simeoni          | Andrea Mátay                     | Urszula Kielan                            |
| 1981                        | Grenoble                    | Sara Simeoni          | Elżbieta Krawczuk                | Urszula Kielan                            |
| 1982                        | Mailand                     | Ulrike Meyfarth       | Andrea Bienias                   | Katalin Sterk                             |
| 1983                        | Budapest                    | Tamara Bykowa         | Larissa Kossizyna                | Maryse Éwanjé-Épée                        |
| 1984                        | Göteborg                    | Ulrike Meyfarth       | Maryse Éwanjé-Épée               | Danuta Bułkowska                          |
| 1985                        | Piräus                      | Stefka Kostadinowa    | Susanne Helm                     | Danuta Bułkowska                          |
| 1986                        | Madrid                      | Andrea Bienias        | Gabriele Günz                    | Larissa Kossizyna                         |
| 1987                        | Liévin                      | Stefka Kostadinowa    | Tamara Bykowa                    | Susanne Beyer Elżbieta Krawczuk-Trylińska |
| 1988                        | Budapest                    | Stefka Kostadinowa    | Heike Redetzky Larissa Kossizyna |                                           |
| 1989                        | Den Haag                    | Galina Astafei        | Hanne Haugland                   | Maryse Éwanjé-Épée                        |
| 1990                        | Glasgow                     | Heike Henkel          | Britta Vörös                     | Galina Astafei                            |
| 1992                        | Genua                       | Heike Henkel          | Stefka Kostadinowa               | Jelena Jelessina                          |
| 1994                        | Paris                       | Stefka Kostadinowa    | Dessislawa Alexandrowa           | Sigrid Kirchmann                          |
| 1996                        | Stockholm                   | Alina Astafei         | Niki Bakogianni                  | Olga Bolșova                              |
| 1998                        | Valencia                    | Monica Iagăr          | Alina Astafei                    | Jelena Jelessina                          |
| 2000                        | Gent                        | Kajsa Bergqvist       | Zuzana Hlavoňová                 | Olga Kaliturina                           |
| 2002                        | Wien                        | Marina Kupzowa        | Dóra Győrffy Kajsa Bergqvist     |                                           |
| 2005                        | Madrid                      | Anna Tschitscherowa   | Ruth Beitia                      | Wenelina Wenewa                           |
| 2007                        | Birmingham                  | Tia Hellebaut         | Antonietta Di Martino            | Ruth Beitia                               |
| 2009                        | Turin                       | Ariane Friedrich      | Ruth Beitia                      | Wiktorija Kljugina                        |
| 2011                        | Paris                       | Antonietta Di Martino | Ruth Beitia                      | Ebba Jungmark                             |
| 2013                        | Göteborg                    | Ruth Beitia           | Ebba Jungmark                    | Emma Green Tregaro                        |
| 2015                        | Prag                        | Marija Kutschina      | Alessia Trost                    | Kamila Lićwinko                           |
| 2017                        | Belgrad                     | Airinė Palšytė        | Ruth Beitia                      | Julija Lewtschenko                        |
| 2019                        | Glasgow                     | Marija Lassizkene     | Julija Lewtschenko               | Airinė Palšytė                            |
| 2021                        | Toruń                       | Jaroslawa Mahutschich | Iryna Heraschtschenko            | Ella Junnila                              |
| 2023                        | Istanbul                    | Jaroslawa Mahutschich | Britt Weerman                    | Kateryna Tabaschnyk                       |
| 2025                        | Apeldoorn                   | Jaroslawa Mahutschich | Angelina Topić                   | Engla Nilsson                             |

### Stabhochsprung
| Halleneuropameisterschaften | Halleneuropameisterschaften | Gold                  | Silber                           | Bronze                            |
| --------------------------- | --------------------------- | --------------------- | -------------------------------- | --------------------------------- |
| 1996                        | Stockholm                   | Vala Flosadóttir      | Christine Adams                  | Gabriela Mihalcea                 |
| 1998                        | Valencia                    | Anschela Balachonowa  | Daniela Bártová                  | Vala Flosadóttir                  |
| 2000                        | Gent                        | Pavla Hamáčková       | Christine Adams Jelena Beljakowa |                                   |
| 2002                        | Wien                        | Swetlana Feofanowa    | Yvonne Buschbaum                 | Monika Pyrek                      |
| 2005                        | Madrid                      | Jelena Issinbajewa    | Anna Rogowska                    | Monika Pyrek                      |
| 2007                        | Birmingham                  | Swetlana Feofanowa    | Julija Golubtschikowa            | Anna Rogowska                     |
| 2009                        | Turin                       | Julija Golubtschikowa | Silke Spiegelburg                | Anna Battke                       |
| 2011                        | Paris                       | Anna Rogowska         | Silke Spiegelburg                | Kristina Gadschiew                |
| 2013                        | Göteborg                    | Holly Bleasdale       | Anna Rogowska                    | Anschelika Sidorowa               |
| 2015                        | Prag                        | Anschelika Sidorowa   | Katerina Stefanidi               | Angelica Bengtsson                |
| 2017                        | Belgrad                     | Katerina Stefanidi    | Lisa Ryzih                       | Angelica Bengtsson Maryna Kylypko |
| 2019                        | Glasgow                     | Anschelika Sidorowa   | Holly Bradshaw                   | Nikoleta Kyriakopoulou            |
| 2021                        | Toruń                       | Angelica Moser        | Tina Šutej                       | Holly Bradshaw Iryna Schuk        |
| 2023                        | Istanbul                    | Wilma Murto           | Tina Šutej                       | Amálie Švábíková                  |
| 2025                        | Apeldoorn                   | Angelica Moser        | Tina Šutej                       | Marie-Julie Bonnin                |

### Weitsprung
| Halleneuropameisterschaften | Halleneuropameisterschaften | Gold                    | Silber                        | Bronze                     |
| --------------------------- | --------------------------- | ----------------------- | ----------------------------- | -------------------------- |
| 1970                        | Wien                        | Viorica Viscopoleanu    | Heide Rosendahl               | Mirosława Sarna            |
| 1971                        | Sofia                       | Heide Rosendahl         | Irena Szewińska               | Viorica Viscopoleanu       |
| 1972                        | Grenoble                    | Brigitte Roesen         | Meta Antenen                  | Jarmila Nygrýnová          |
| 1973                        | Rotterdam                   | Diana Jorgowa           | Jarmila Nygrýnová             | Mirosława Sarna            |
| 1974                        | Göteborg                    | Meta Antenen            | Angela Schmalfeld             | Valeria Bufanu             |
| 1975                        | Katowice                    | Dorina Cătineanu        | Lidija Alfejewa               | Meta Antenen               |
| 1976                        | München                     | Lidija Alfejewa         | Jarmila Nygrýnová             | Galina Goptschenko         |
| 1977                        | San Sebastián               | Jarmila Nygrýnová       | Ildikó Erdélyi                | Heidemarie Wycisk          |
| 1978                        | Mailand                     | Jarmila Nygrýnová       | Ildikó Erdélyi                | Sue Reeve                  |
| 1979                        | Wien                        | Siegrun Siegl           | Jarmila Nygrýnová             | Lena Johansson             |
| 1980                        | Sindelfingen                | Anna Włodarczyk         | Anke Weigt                    | Sabine Everts              |
| 1981                        | Grenoble                    | Karin Hänel             | Sigrid Heimann                | Jasmin Fischer             |
| 1982                        | Mailand                     | Sabine Everts           | Karin Hänel                   | Vali Ionescu               |
| 1983                        | Budapest                    | Eva Murková             | Helga Radtke                  | Heike Daute                |
| 1984                        | Göteborg                    | Susan Hearnshaw         | Eva Murková                   | Stefania Lazzaroni         |
| 1985                        | Piräus                      | Galina Tschistjakowa    | Eva Murková                   | Heike Drechsler            |
| 1986                        | Madrid                      | Heike Drechsler         | Helga Radtke                  | Olena Kokonowa             |
| 1987                        | Liévin                      | Heike Drechsler         | Galina Tschistjakowa          | Jelena Belewskaja          |
| 1988                        | Budapest                    | Heike Drechsler         | Galina Tschistjakowa          | Jolanta Bartczak           |
| 1989                        | Den Haag                    | Galina Tschistjakowa    | Iolanda Tschen                | Ringa Ropo-Junnila         |
| 1990                        | Glasgow                     | Galina Tschistjakowa    | Olena Chlopotnowa             | Helga Radtke               |
| 1992                        | Genua                       | Laryssa Bereschna       | Marieta Ilcu                  | Ljudmila Ninova            |
| 1994                        | Paris                       | Heike Drechsler         | Ljudmila Ninova               | Inessa Krawez              |
| 1996                        | Stockholm                   | Renata Nielsen          | Jelena Sintschukowa           | Claudia Gerhardt           |
| 1998                        | Valencia                    | Fiona May               | Tatjana Ter-Mesrobjan         | Linda Ferga                |
| 2000                        | Gent                        | Erica Johansson         | Heike Drechsler               | Iwa Prandschewa            |
| 2002                        | Wien                        | Niki Xanthou            | Olga Rubljowa                 | Ljudmila Galkina           |
| 2005                        | Madrid                      | Naide Gomes             | Styliani Pilatou              | Adina Anton Bianca Kappler |
| 2007                        | Birmingham                  | Naide Gomes             | Concepción Montaner           | Denisa Šcerbová            |
| 2009                        | Turin                       | Ksenija Balta           | Jelena Sokolowa               | Olga Kutscherenko          |
| 2011                        | Paris                       | Darja Klischina         | Naide Gomes                   | Julija Pidluschnaja        |
| 2013                        | Göteborg                    | Darja Klischina         | Éloyse Lesueur                | Erica Jarder               |
| 2015                        | Prag                        | Ivana Španović          | Sosthene Moguenara            | Florentina Marincu         |
| 2017                        | Belgrad                     | Ivana Španović          | Lorraine Ugen                 | Claudia Salman-Rath        |
| 2019                        | Glasgow                     | Ivana Španović          | Nastassja Mirontschyk-Iwanowa | Maryna Bech-Romantschuk    |
| 2021                        | Toruń                       | Maryna Bech-Romantschuk | Malaika Mihambo               | Khaddi Sagnia              |
| 2023                        | Istanbul                    | Jazmin Sawyers          | Larissa Iapichino             | Ivana Vuleta               |
| 2025                        | Apeldoorn                   | Larissa Iapichino       | Annik Kälin                   | Malaika Mihambo            |

### Dreisprung
| Halleneuropameisterschaften | Halleneuropameisterschaften | Gold                          | Silber                 | Bronze                  |
| --------------------------- | --------------------------- | ----------------------------- | ---------------------- | ----------------------- |
| 1990                        | Glasgow                     | Galina Tschistjakowa          | Helga Radtke           | Ana Isabel Oliveira     |
| 1992                        | Genua                       | Inessa Krawez                 | Sofija Boschanowa      | Helga Radtke            |
| 1994                        | Paris                       | Inna Lassowskaja              | Anna Birjukowa         | Sofija Boschanowa       |
| 1996                        | Stockholm                   | Iwa Prandschewa               | Šárka Kašpárková       | Olga Vasdeki            |
| 1998                        | Valencia                    | Ashia Hansen                  | Šárka Kašpárková       | Jelena Lebedenko        |
| 2000                        | Gent                        | Tatjana Lebedewa              | Cristina Nicolau       | Iwa Prandschewa         |
| 2002                        | Wien                        | Teresa Marinowa               | Ashia Hansen           | Jelena Oleinikowa       |
| 2005                        | Madrid                      | Wiktorija Gurowa              | Magdelín Martínez      | Carlota Castrejana      |
| 2007                        | Birmingham                  | Carlota Castrejana            | Olessja Bufalowa       | Teresa Nzola Meso       |
| 2009                        | Turin                       | Anastassija Taranowa-Potapowa | Marija Šestak          | Dana Velďáková          |
| 2011                        | Paris                       | Simona La Mantia              | Olessja Sabara         | Dana Velďáková          |
| 2013                        | Göteborg                    | Olha Saladucha                | Irina Gumenjuk         | Simona La Mantia        |
| 2015                        | Prag                        | Jekaterina Konewa             | Gabriela Petrowa       | Hanna Knjasjewa-Minenko |
| 2017                        | Belgrad                     | Kristin Gierisch              | Patrícia Mamona        | Paraskevi Papachristou  |
| 2019                        | Glasgow                     | Ana Peleteiro                 | Paraskevi Papachristou | Olha Saladucha          |
| 2021                        | Toruń                       | Patrícia Mamona               | Ana Peleteiro          | Neele Eckhardt-Noack    |
| 2023                        | Istanbul                    | Tuğba Danışmaz                | Dariya Derkach         | Patrícia Mamona         |
| 2025                        | Apeldoorn                   | Ana Peleteiro-Compaoré        | Diana Ion              | Senni Salminen          |

### Kugelstoßen
| Halleneuropameisterschaften | Halleneuropameisterschaften | Gold                    | Silber                  | Bronze                |
| --------------------------- | --------------------------- | ----------------------- | ----------------------- | --------------------- |
| 1970                        | Wien                        | Nadeschda Tschischowa   | Hannelore Friedel       | Marita Lange          |
| 1971                        | Sofia                       | Nadeschda Tschischowa   | Margitta Gummel         | Antonina Iwanowa      |
| 1972                        | Grenoble                    | Nadeschda Tschischowa   | Antonina Iwanowa        | Marianne Adam         |
| 1973                        | Rotterdam                   | Helena Fibingerová      | Ludwika Chewińska       | Antonina Iwanowa      |
| 1974                        | Göteborg                    | Helena Fibingerová      | Nadeschda Tschischowa   | Marianne Adam         |
| 1975                        | Katowice                    | Marianne Adam           | Helena Fibingerová      | Iwanka Christowa      |
| 1976                        | München                     | Iwanka Christowa        | Swetlana Kratschewskaja | Ilona Schoknecht      |
| 1977                        | San Sebastián               | Helena Fibingerová      | Ilona Slupianek         | Eva Wilms             |
| 1978                        | Mailand                     | Helena Fibingerová      | Margitta Droese         | Eva Wilms             |
| 1979                        | Wien                        | Ilona Slupianek         | Marianne Adam           | Judy Oakes            |
| 1980                        | Sindelfingen                | Helena Fibingerová      | Eva Wilms               | Beatrix Philipp       |
| 1981                        | Grenoble                    | Ilona Slupianek         | Helena Fibingerová      | Helma Knorscheidt     |
| 1982                        | Mailand                     | Werschinija Wesselinowa | Helena Fibingerová      | Natalja Lissowskaja   |
| 1983                        | Budapest                    | Helena Fibingerová      | Helma Knorscheidt       | Zdeňka Šilhavá        |
| 1984                        | Göteborg                    | Helena Fibingerová      | Claudia Losch           | Heidi Krieger         |
| 1985                        | Piräus                      | Helena Fibingerová      | Claudia Losch           | Heike Hartwig         |
| 1986                        | Madrid                      | Claudia Losch           | Heidi Krieger           | Mihaela Loghin        |
| 1987                        | Liévin                      | Natalja Achrimenko      | Heidi Krieger           | Heike Hartwig         |
| 1988                        | Budapest                    | Claudia Losch           | Larissa Peleschenko     | Kathrin Neimke        |
| 1989                        | Den Haag                    | Stephanie Storp         | Heike Hartwig           | Iris Plotzitzka       |
| 1990                        | Glasgow                     | Claudia Losch           | Natalja Lissowskaja     | Grit Hammer           |
| 1992                        | Genua                       | Natalja Lissowskaja     | Swetla Mitkowa          | Astrid Kumbernuss     |
| 1994                        | Paris                       | Astrid Kumbernuss       | Larissa Peleschenko     | Swetla Mitkowa        |
| 1996                        | Stockholm                   | Astrid Kumbernuss       | Irina Chudoroschkina    | Walentyna Fedjuschyna |
| 1998                        | Valencia                    | Irina Korschanenko      | Wita Pawlysch           | Corrie de Bruin       |
| 2000                        | Gent                        | Larissa Peleschenko     | Nadine Kleinert         | Astrid Kumbernuss     |
| 2002                        | Wien                        | Wita Pawlysch           | Assunta Legnante        | Lieja Koeman          |
| 2005                        | Madrid                      | Nadseja Astaptschuk     | Krystyna Zabawska       | Olga Rjabinkina       |
| 2007                        | Birmingham                  | Assunta Legnante        | Irina Chudoroschkina    | Olga Rjabinkina       |
| 2009                        | Turin                       | Petra Lammert           | Denise Hinrichs         | Anca Heltne           |
| 2011                        | Paris                       | Anna Awdejewa           | Christina Schwanitz     | Josephine Terlecki    |
| 2013                        | Göteborg                    | Christina Schwanitz     | Alena Kopez             | Chiara Rosa           |
| 2015                        | Prag                        | Anita Márton            | Julija Leanzjuk         | Radoslawa Mawrodiewa  |
| 2017                        | Belgrad                     | Anita Márton            | Radoslawa Mawrodiewa    | Julija Leanzjuk       |
| 2019                        | Glasgow                     | Radoslawa Mawrodiewa    | Christina Schwanitz     | Anita Márton          |
| 2021                        | Toruń                       | Auriol Dongmo           | Fanny Roos              | Christina Schwanitz   |
| 2023                        | Istanbul                    | Auriol Dongmo           | Sara Gambetta           | Fanny Roos            |
| 2025                        | Apeldoorn                   | Jessica Schilder        | Yemisi Ogunleye         | Auriol Dongmo         |

### Fünfkampf
| Halleneuropameisterschaften | Halleneuropameisterschaften | Gold                       | Silber             | Bronze                     |
| --------------------------- | --------------------------- | -------------------------- | ------------------ | -------------------------- |
| 1992                        | Genua                       | Liliana Năstase            | Petra Văideanu     | Urszula Włodarczyk         |
| 1994                        | Paris                       | Larissa Turtschinskaja     | Rita Ináncsi       | Urszula Włodarczyk         |
| 1996                        | Stockholm                   | Jelena Lebedenko           | Urszula Włodarczyk | Irina Wostrikowa           |
| 1998                        | Valencia                    | Urszula Włodarczyk         | Irina Belowa       | Karin Specht               |
| 2000                        | Gent                        | Karin Ertl                 | Irina Wostrikowa   | Urszula Włodarczyk         |
| 2002                        | Wien                        | Jelena Prochorowa          | Naide Gomes        | Carolina Klüft             |
| 2005                        | Madrid                      | Carolina Klüft             | Kelly Sotherton    | Natalija Dobrynska         |
| 2007                        | Birmingham                  | Carolina Klüft             | Kelly Sotherton    | Karin Ruckstuhl            |
| 2009                        | Turin                       | Anna Bogdanowa             | Jolanda Keizer     | Antoinette Nana Djimou Ida |
| 2011                        | Paris                       | Antoinette Nana Djimou Ida | Austra Skujytė     | Remona Fransen             |
| 2013                        | Göteborg                    | Antoinette Nana Djimou Ida | Jana Maksimawa     | Hanna Melnytschenko        |
| 2015                        | Prag                        | Katarina Johnson-Thompson  | Nafissatou Thiam   | Eliška Klučinová           |
| 2017                        | Belgrad                     | Nafissatou Thiam           | Ivona Dadic        | Györgyi Zsivoczky-Farkas   |
| 2019                        | Glasgow                     | Katarina Johnson-Thompson  | Niamh Emerson      | Solène Ndama               |
| 2021                        | Toruń                       | Nafissatou Thiam           | Noor Vidts         | Xénia Krizsán              |
| 2023                        | Istanbul                    | Nafissatou Thiam           | Adrianna Sułek     | Noor Vidts                 |
| 2025                        | Apeldoorn                   | Saga Vanninen              | Sofie Dokter       | Kate O’Connor              |

## Nicht mehr ausgetragene Bewerbe

### 50 m
Dieser Bewerb wurde bei den Halleneuropameisterschaften 1972 und 1981 anstelle des 60-Meter-Bewerbs ausgetragen.
| Halleneuropameisterschaften | Halleneuropameisterschaften | Gold           | Silber           | Bronze           |
| --------------------------- | --------------------------- | -------------- | ---------------- | ---------------- |
| 1972                        | Grenoble                    | Renate Stecher | Annegret Richter | Sylviane Telliez |
| 1981                        | Grenoble                    | Sofka Popowa   | Linda Haglund    | Marita Koch      |

### 200 m
Dieser Bewerb wurde bei den Halleneuropameisterschaften von 1982 bis 2005 ausgetragen und anschließend ersatzlos gestrichen.
| Halleneuropameisterschaften | Halleneuropameisterschaften | Gold                   | Silber                 | Bronze                 |
| --------------------------- | --------------------------- | ---------------------- | ---------------------- | ---------------------- |
| 1982                        | Mailand                     | Gesine Walther         | Jelena Keltschewskaja  | Heidi-Elke Gaugel      |
| 1983                        | Budapest                    | Marita Koch            | Joan Baptiste          | Christina Sussiek      |
| 1984                        | Göteborg                    | Jarmila Kratochvílová  | Marie-Christine Cazier | Olga Antonowa          |
| 1985                        | Piräus                      | Marita Koch            | Kirsten Emmelmann      | Els Vader              |
| 1986                        | Madrid                      | Marita Koch            | Ewa Kasprzyk           | Kirsten Emmelmann      |
| 1987                        | Liévin                      | Kirsten Emmelmann      | Blanca Lacambra        | Marie-Christine Cazier |
| 1988                        | Budapest                    | Ewa Kasprzyk           | Tatjana Papilina       | Silke-Beate Knoll      |
| 1989                        | Den Haag                    | Marie-José Pérec       | Regula Aebi            | Sabine Tröger          |
| 1990                        | Glasgow                     | Ulrike Sarvari         | Natalja Kowtun         | Galina Maltschugina    |
| 1992                        | Genua                       | Oxana Stepitschewa     | Iolanda Oanță          | Sabine Tröger          |
| 1994                        | Paris                       | Galina Maltschugina    | Silke-Beate Knoll      | Jacqueline Poelman     |
| 1996                        | Stockholm                   | Sandra Myers           | Erika Suchovská        | Slatka Georgiewa       |
| 1998                        | Valencia                    | Swetlana Gontscharenko | Melanie Paschke        | Ekaterini Koffa        |
| 2000                        | Gent                        | Muriel Hurtis          | Alenka Bikar           | Jekaterina Grigorjewa  |
| 2002                        | Wien                        | Muriel Hurtis          | Karin Mayr             | Gabi Rockmeier         |
| 2005                        | Madrid                      | Iwet Lalowa            | Karin Mayr-Krifka      | Jacqueline Poelman     |

### 50 m Hürden
Dieser Bewerb wurde bei den Halleneuropameisterschaften 1972 und 1981 anstelle des 60-Meter-Hürden-Bewerbs ausgetragen.
| Halleneuropameisterschaften | Halleneuropameisterschaften | Gold             | Silber            | Bronze             |
| --------------------------- | --------------------------- | ---------------- | ----------------- | ------------------ |
| 1972                        | Grenoble                    | Annelie Ehrhardt | Teresa Sukniewicz | Grażyna Rabsztyn   |
| 1981                        | Grenoble                    | Zofia Bielczyk   | Maria Merciuc     | Tatjana Anissimowa |

### 4 × 180 m Staffel
Dieser Bewerb wurde bei den Halleneuropameisterschaften 1972 und 1973 ausgetragen und anschließend ersatzlos gestrichen.
| Halleneuropameisterschaften | Halleneuropameisterschaften | Gold                                                                                   | Silber                                                                  | Bronze                                                                     |
| --------------------------- | --------------------------- | -------------------------------------------------------------------------------------- | ----------------------------------------------------------------------- | -------------------------------------------------------------------------- |
| 1972                        | Grenoble                    | BR Deutschland Elfgard Schittenhelm Christine Tackenberg Annegret Kroniger Rita Wilden | Frankreich Michèle Beugnet Christiane Marlet Claudine Meire Nicole Pani | Österreich Christa Kepplinger Maria Sykora Carmen Mähr Monika Holzschuster |
| 1973                        | Rotterdam                   | BR Deutschland Christiane Krause Annegret Richter Inge Helten Rita Wilden              | Österreich Brigitte Haest Christa Kepplinger Carmen Mähr Karoline Käfer |                                                                            |

### 4 × 200 m Staffel
Dieser Bewerb wurde bei den Halleneuropameisterschaften 1970 und 1971 ausgetragen und wurde anschließend durch andere Staffelbewerbe ersetzt.
| Halleneuropameisterschaften | Halleneuropameisterschaften | Gold                                                                                        | Silber                                                                                    | Bronze                                                                                |
| --------------------------- | --------------------------- | ------------------------------------------------------------------------------------------- | ----------------------------------------------------------------------------------------- | ------------------------------------------------------------------------------------- |
| 1970                        | Wien                        | Sowjetunion Nadeschda Besfamilnaja Wera Popkowa Galina Bucharina Ljudmila Samotjossowa      | BR Deutschland Elfgard Schittenhelm Annelie Wilden Marianne Bollig Annegret Kroniger      | Österreich Maria Sykora Brigitte Ortner Christa Kepplinger Hanni Burger               |
| 1971                        | Sofia                       | Sowjetunion Marina Nikiforowa Tatjana Kondraschowa Ljudmila Aksjonowa Natalja Tschistjakowa | BR Deutschland Annelie Wilden Elfgard Schittenhelm Annegret Kroniger Christine Tackenberg | Bulgarien Iwanka Wenkowa Iwanka Koschnitscharska Sofka Kasandschiewa Monka Bobtschewa |

### 4 × 320 m Staffel
Dieser Bewerb wurde bei den Halleneuropameisterschaften 1975 ausgetragen und anschließend ersatzlos gestrichen.
| Halleneuropameisterschaften | Halleneuropameisterschaften | Gold                                                                           | Silber                                                                   | Bronze                                                                    |
| --------------------------- | --------------------------- | ------------------------------------------------------------------------------ | ------------------------------------------------------------------------ | ------------------------------------------------------------------------- |
| 1975                        | Katowice                    | Sowjetunion Inta Kļimoviča Ingrīda Barkāne Ljudmila Aksjonowa Nadeschda Iljina | BR Deutschland Elke Barth Brigitte Koczelnik Silvia Hollmann Rita Wilden | Polen Zofia Zwolińska Genowefa Nowaczyk Krystyna Kacperczyk Danuta Piecyk |

### 4 × 360 m Staffel
Dieser Bewerb wurde bei den Halleneuropameisterschaften 1972 und 1973 ausgetragen und anschließend ersatzlos gestrichen.
| Halleneuropameisterschaften | Halleneuropameisterschaften | Gold                                                                         | Silber                                                                                 | Bronze                                                                      |
| --------------------------- | --------------------------- | ---------------------------------------------------------------------------- | -------------------------------------------------------------------------------------- | --------------------------------------------------------------------------- |
| 1972                        | Grenoble                    | BR Deutschland Rita Wilden Erika Weinstein Christel Frese Inge Bödding       | Sowjetunion Natalja Tschistjakowa Ljudmila Aksjonowa Ljubow Sawjalowa Nadeschda Iljina | Frankreich Madeleine Thomas Bernadette Martin Nicole Duclos Colette Besson  |
| 1973                        | Rotterdam                   | BR Deutschland Dagmar Jost Erika Weinstein Annelie Wilden Gisela Ellenberger | Frankreich Colette Besson Chantal Jouvhomme Chantal Leclerc Nicole Duclos              | Polen Danuta Manowiecka Marta Skrzypińska Krystyna Kacperczyk Danuta Piecyk |

### 4 × 392 m Staffel
Dieser Bewerb wurde bei den Halleneuropameisterschaften 1974 ausgetragen und anschließend durch die 4-mal-320-Meter-Staffel ersetzt.
| Halleneuropameisterschaften | Halleneuropameisterschaften | Gold                                                                         | Silber                                                                    | Bronze |
| --------------------------- | --------------------------- | ---------------------------------------------------------------------------- | ------------------------------------------------------------------------- | ------ |
| 1974                        | Göteborg                    | Schweden Ann-Charlotte Hesse Lena Fritzson Ann-Margret Utterberg Ann Larsson | Bulgarien Liljana Tomowa Sonja Sachariewa Jordanka Filipowa Tonka Petrowa |        |

### 2000 m Staffel (1 + 2 + 3 + 4 Runden)
Dieser Bewerb wurde bei den Halleneuropameisterschaften 1970 ausgetragen und anschließend ersatzlos gestrichen.
| Halleneuropameisterschaften | Halleneuropameisterschaften | Gold                                                                         | Silber                                                                           | Bronze                                                                             |
| --------------------------- | --------------------------- | ---------------------------------------------------------------------------- | -------------------------------------------------------------------------------- | ---------------------------------------------------------------------------------- |
| 1970                        | Wien                        | Frankreich Sylviane Telliez Mireille Testanière Colette Besson Nicole Duclos | BR Deutschland Elfgard Schittenhelm Heidi Gerhard Christa Merten Jutta von Haase | Sowjetunion Ljudmila Golomasowa Olga Klein Nadeschda Iljina Swetlana Moschtschenok |

### 3000 m Bahngehen
Dieser Bewerb wurde bei den Halleneuropameisterschaften von 1987 bis 1994 ausgetragen und anschließend ersatzlos gestrichen.
| Halleneuropameisterschaften | Halleneuropameisterschaften | Gold                    | Silber          | Bronze              |
| --------------------------- | --------------------------- | ----------------------- | --------------- | ------------------- |
| 1987                        | Liévin                      | Natallja Dmitratschenka | Giuliana Salce  | Monica Gunnarsson   |
| 1988                        | Budapest                    | María Reyes Sobrino     | Dana Vavřačová  | Mari Cruz Díaz      |
| 1989                        | Den Haag                    | Beate Anders            | Ileana Salvador | María Reyes Sobrino |
| 1990                        | Glasgow                     | Beate Anders            | Ileana Salvador | Annarita Sidoti     |
| 1992                        | Genua                       | Alina Iwanowa           | Ileana Salvador | Beate Anders        |
| 1994                        | Paris                       | Annarita Sidoti         | Beate Gummelt   | Jelena Arschinzewa  |